# Przeclav
Przeclav (so die lateinische Schreibweise, polnisch Przecław, deutsch selten auch Przeslaw; gest. 1189) war Domherr in Gnesen und Breslau um 1179 und danach möglicherweise Bischof von Lebus.
Przeclav baute eine Kirche zum Heiligen Kreuz vor den Toren von Gnesen  und übertrug deren Patronat sowie zwei Dörfer an das Kloster der Chorherren vom heiligen Grab in Miechów.
In der Überlieferung des Klosters wurde mitgeteilt, dass er später Bischof von Lebus gewesen sei.